# Малки бълхи
„Малки бълхи“ (на испански: De pocas, pocas pulgas) е мексиканска теленовела, режисирана от Лили Гарса и Артуро Гарсия Тенорио, и продуцирана от МаПат Лопес де Сатарайн за Телевиса през 2003 г. Адаптация е на мексиканската теленовела El abuelo y yo от 1991 г.
В главните роли са Сантяго Мирабент, Наташа Дупейрон, Игнасио Лопес Тарсо, Хоана Бенедек, Мария Виктория и Херардо Мургия, а в отрицателните – Арлет Теран, Алехандро Авила, Иманол Ландета, Габриел де Сервантес и Нанси Патиньо.

## Сюжет
Данило е дете с позитивно отношение и вътрешна сила, които не могат да бъдат сломени. Той трябва да работи усърдно, за да си купи храна за себе си и за кучето си Томас, който е негов духовен партньор. Данило се надява един ден майка му да се върне. Поради обстоятелствата, той ще се срещне със стареца дон Хулиан, и те ще се обединят радостта от детството и мъдростта на възрастта. Освен това, Данило ще срещне богато момиче, Алехандра, с живот, съвсем различен от неговия. Любовта им обаче е толкова голяма, че те стават най-добри приятели и дори гаджета, въпреки разликата в социалните им класи.

## Актьори
Част от актьорския състав:
- Игнасио Лопес Тарсо – Дон Хулиан Монтес
- Хоана Бенедек – Рене де Ластра
- Сантяго Мирабент – Данило Фернандес Монтес
- Наташа Дупейрон – Алехандра Ластра
- Иманол Ландета – Роландо Перес
- Нанси Патиньо – Хеновева Валверде
- Джосеф Сасон – Максимилиано Аланис Валверде
- Дана Паола – Ани
- Вадир Дербес – Одилон
- Херардо Мургия – Алонсо Ластра
- Арлет Теран – Мирея Гарника
- Рене Стриклер – Адриан
- Алехандро Авила – Лоренсо Валверде
- Мария Виктория – Инес
- Серхио Корона – Бенито
- Хоана Брито – Лола
- Луис Фернандо Торес – Габриел
- Патрисия Рейес Спиндола – Гриселда
- Беатрис Агире – Доня Хакобита
- Клаудия Елиса Агилар – Превъплъщение
- Тео Тапия – Д-р Родригес
- Хорхе Ортин – Агент
- Добрина Кръстева

## Премиера
Премиерата на Малки бълхи е на 17 март 2003 г. по Canal de las Estrellas. Последният 100. епизод е излъчен на 1 август 2003 г.

## Награди и номинации
Награди TVyNovelas 2003
| Категория                          | Номинация           | Резултат   |
| ---------------------------------- | ------------------- | ---------- |
| Най-добра първа актриса            | Мария Виктория      | Номинирана |
| Най-добър пръв актьор              | Игнасио Лопес Тарсо | Печели     |
| Най-добър актьор в поддържаща роля | Серхио Корона       | Номиниран  |

## Версии
- Малки бълхи е адаптация на теленовелата El abuelo y yo, продуцирана от Педро Дамян за Телевиса през 1991-1992 г., с участието на Хорхе Мартинес де Ойос, Гаел Гарсия Бернал и Лудвика Палета.